# PinkPantheress
Викторија Беверли Вокер (енгл. Victoria Beverly Walker; Бат, 18. април 2001), позната као PinkPantheress (транскр.  Пинк Пантрес), британска је певачица, текстописац и музички продуцент. Истакла се песмом Boy's a Liar, као и њеним ремиксом који је уследио с америчком реперком Ice Spice.

## Биографија
Рођена је 18. априла 2001. године у Бату. Мајка јој је из Кеније и ради као неговатељка, а отац из Енглеске и засполен је као професор статистике. Има старијег брата, који ради као инжењер звука. Када је имала пет година, породица се преселила у Кент где је и одрасла. Отац јој се преселио у Сједињене Америчке Државе да ради на универзитету у Остину када је она имала 12 година, док су она и њена мајка остале у Уједињеном Краљевству.
Изјавила је да од малих ногу пати од дисморфофобије. Доживела је постепен губитак слуха од слушања гласне музике и аудио-фидбека микрофона, а до 2022. године била је 80 одсто глува на десно уво.

## Дискографија
Студијски албуми
- (2023)

Мини-албуми
- (2022)

Микстејпови
- (2021)
- (2025)